# Mercat Central (València)

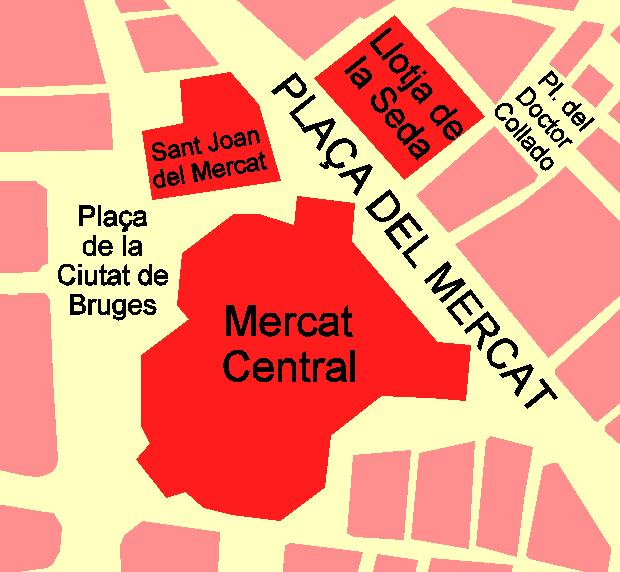
Plànol de mercat Central

El Mercat Central de València és una construcció d'estil modernista, projectada pels arquitectes Alexandre Soler i March i Francesc Guàrdia i Vial el 1914, tots dos formats en l'Escola d'Arquitectura de Barcelona i col·laboradors de Lluís Domènech i Montaner, que feu el palau de la Música Catalana i que es caracteritzà per un estil propi dins les línies del modernisme.
El projecte del mercat Central de València pretenia conciliar l'ús de les grans estructures de ferro despullat amb l'estil art nouveau. Després d'algunes desavinences i d'algunes modificacions al projecte inicial, les obres s'acabaren el gener de 1928, sota la direcció d'Enric Viedma i Vidal.
Aquest mercat s'ubica entre la plaça del Mercat (façana principal) i la de la Ciutat de Bruges. El carrer Vell de la Palla separa el mercat de l'església de Sant Joan del Mercat. A l'altra banda del mercat, hi ha el carrer de Palafox, la plaça d'en Gall i el carrer de les Carabasses.

## La plaça del Mercat
El pla o plaça del Mercat és una de les places més singulars i conegudes de la ciutat de València, per tal com aplega tres dels monuments més reeixits de la ciutat: el modernista mercat Central (s. xx), la tardogòtica Llotja de la Seda (s. xv) amb el seu Consolat de Mar renaixentista (xvi), i la part barroca de l'església de Sant Joan del Mercat (s. xvii). Malgrat aquesta barreja d'estils, Joan Francesc Mira opina que «no se sap com, els tres edificis fan l'efecte de ser exactament com han de ser i ocupar el lloc que han d'ocupar, l'un davant o al costat de l'altre, com si haguera estat i haguera de ser sempre així».
|  |  |

## Antecedents del mercat Central
Abans de la construcció del mercat Central (1914-28), la plaça del Mercat s'havia fet servir com a espai de mercat a l'aire lliure per a la ciutat de València. Durant el segle xix, la plaça s'havia ampliat amb l'enderroc del convent de les Magdalenes, però, fins al 1914, no s'inicià la construcció de l'edifici cobert del mercat Central.
Fou a final del segle xix, amb l'auge de les idees higienistes i de la burgesia, que les autoritats municipals es plantejaren la necessitat de fer un mercat tancat. Aquest mercat havia de tindre grans dimensions, per la qual cosa calgué comprar i enderrocar alguns habitatges per reunir un solar d'uns 8.000 m².

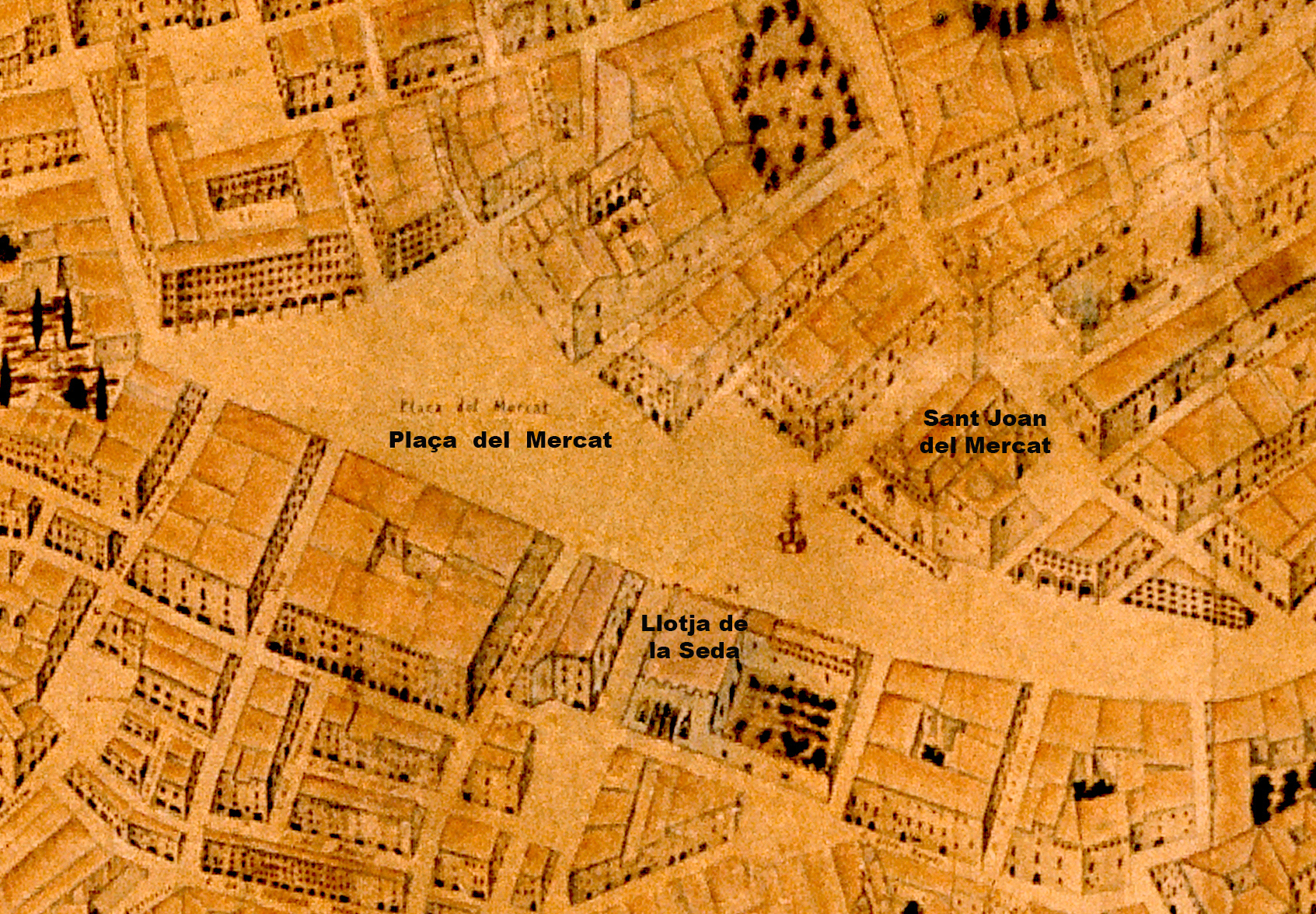
Plaça del Mercat el 1704, segons el plànol del pare Tosca, que es conserva al Museu Històric Municipal de València. Sobre part d'aquesta plaça, es bastí l'actual mercat Central (1914-1928)

## Estil arquitectònic
L'edifici podria definir-se com d'estil eclèctic modernista, combinant la tradició constructiva catalana i la primera arquitectura del ferro i l'acer. La planta irregular adaptada a la forma de la parcel·la que ocupa conté dos espais: el mercat pròpiament dit (6.800 m²) i la peixateria (1.700 m²), amb carrers rectes i llargs travessats per dues vies amples, i quasi mil parades.
Les cobertes presenten sostres inclinats i dues innovadores cúpules, una per a la peixateria, i una altra per al mercat. A la part alta d'aquesta segona cúpula, hi ha un penell de ferro: la cotorra del Mercat que, segons com bufa el vent, parla o mira cap a un altre penell, el pardalot de Sant Joan, que es troba a la veïna església homònima.
L'armadura de cobriment d'acer laminat amb pilars units entre si per arcs remet a les grans arquitectures industrials del ferro, com les de l'estació del Nord o el mercat de Colom. Els murs perimetrals, que només tenen funció de tancament, presenten sòcols ceràmics policroms en la seua base, persianes metàl·liques i taulells (rajoles) de reflex daurat a la part superior, i pedra als cantons i a les portades.
|  |  |

## Catedral de la llum
Segons Joan Francesc Mira, el mercat Central és com una catedral immensa i lluminosa, per la inundació contínua de claror que intensifica el colors de la mercaderia. És un espai d'amplis carrers interiors dedicats a la venda de tota classe d'aliments, on la clientela no s'espenta ni s'amuntega perquè l'espai és ben gran, i la cridòria s'esvaeix cap a les altures.
|  |  |

|  |  |